# Vieille-Toulouse
Vieille-Toulouse – miejscowość i gmina we Francji, w regionie Oksytania, w departamencie Górna Garonna.
Według danych na rok 1990 gminę zamieszkiwało 867 osób, a gęstość zaludnienia wynosiła 157 osób/km² (wśród 3020 gmin regionu Midi-Pireneje Vieille-Toulouse plasuje się na 386. miejscu pod względem liczby ludności, natomiast pod względem powierzchni na miejscu 1449.).